# 샌안토니오 텍선스
| 샌안토니오 텍선스 |                            |
| 디비전            | 웨스트 디비전 (1995년)     |
| 설립연도          | 1995년                     |
| 해체연도          | 1995년                     |
| 역사              | 샌안토니오 텍선스 (1995년) |
| 경기장            | 알라모돔                   |
| 연고지            | 텍사스주 샌안토니오        |
| 구단주            | 프래드 앤더슨              |
| 단장              |                            |
| 감독              | 케이 스티븐슨              |
| 디비전 우승       | -                          |
| 그레이 컵 우승    | -                          |
| 영구 결번         | -                          |

샌안토니오 텍선스(San Antonio Texans)는 미국 텍사스주 샌안토니오를 연고지로 하여 1995년 CFL에 참가했던 팀이다.

## 같이 보기
- 새크라멘토 골드 마이너스